# Entre Sartre y Camus
Entre Sartre y Camus es un libro del escritor peruano y Premio Nobel de Literatura Mario Vargas Llosa publicado en 1981. Se trata de una colección de ensayos y escritos sobre los autores franceses Jean-Paul Sartre (1905-1980) y Albert Camus (1913-1960) que habían sido publicados previamente por Vargas Llosa en diferentes periódicos y revistas a lo largo de más de 20 años, entre 1960 y 1981.
En 1983, los escritos que componen el libro fueron incorporados a Contra viento y marea (1962-1982), publicada por Seix Barral en 1983.
La obra nace del interés del Vargas Llosa por los dos escritores franceses, ambos eran militantes de tendencias de izquierda, se conocían  y colaboraron intensamente entre 1943 y 1951, año en que surgieron profundas desavenencias personales entre ellos, tras la demoledora crítica aparecida en la revista dirigida por Sartre Les Temps Modernes sobre el libro El hombre rebelde de Camus.
A través del libro, Vargas  Llosa da información biográfica,  ejerce como crítico literario y reflexiona sobre las ideas de ambos autores.  